# Piłka siatkowa na Letniej Uniwersjadzie 2021
Piłka siatkowa na Letniej Uniwersjadzie 2021 – dyscyplina rozgrywana w dniach 29 lipca – 7 sierpnia 2023. W turnieju mężczyzn wystartowało 16 reprezentacji, natomiast w turnieju kobiet 12 reprezentacji.

## Program
|  | Eliminacje |  | Finał |

| Konkurencja      | Konkurencja | 29 Sb. | 30 Nd. | 31 Pn. | 1 Wt. | 2 Śr. | 3 Cz. | 4 Pt. | 5 Sb. | 6 Nd. | 7 Pn. |
| ---------------- | ----------- | ------ | ------ | ------ | ----- | ----- | ----- | ----- | ----- | ----- | ----- |
| Turniej mężczyzn |             |        |        |        |       |       |       |       |       |       |       |
| Turniej kobiet   |             |        |        |        |       |       |       |       |       |       |       |

## Medaliści
| Konkurencja      | Złoto | Srebro | Brąz |
| Turniej mężczyzn | Włochy Paolo Porro Tim Held Alberto Pol Francesco Recine (C) Davide Gardini Lorenzo Cortesia Nicola Salsi Damiano Catania Marco Vitelli Edoardo Caneschi Giulio Magalini Lorenzo Sala | Polska Jakub Czyżowski Łukasz Kozub (C) Kewin Sasak Michał Gierżot Damian Kogut Mariusz Magnuszewski Jakub Abramowicz Dawid Woch Maciej Krysiak Dawid Dulski Kamil Szymura Mateusz Poręba    | Chiny Chen Leiyang Wang Hebin Jingyin Zhang (C) Yu Yuantai Wang Bin Deng Xinpeng Peng Shikun Li Yongzhen Wang Dongchen Zhang Guanhua Yang Yiming Hu Zhenzhuo                                                          |
| Turniej kobiet   | Chiny Zhang ‪Shiqi Ma Wanyue Xie Shengyu Xu Jianan Wu Mengjie Gao Yi Zhong Hui Zhuang Yushan (C) Wang Wenhan Zhou Yetong Miao Yiwen                                                    | Japonia Sayaka Yokota (C) Sae Nakajima Kurumi Takama Angelina Yuki Kobayashi Hiroyo Yamanaka Furi Kosa Haruna Kawabata Tsukasa Nakagawa Yoshino Sato Haruka Oyama Ameze Miyabe Saki Ishikura | Polska Kornelia Moskwa Marta Orzyłowska Małgorzata Lisiak Aleksandra Rasińska Pola Nowakowska Julita Piasecka Kinga Drabek Karolina Drużkowska Marta Łyczakowska Justyna Łysiak Alicja Grabka (C) Weronika Szlagowska |

## Turniej mężczyzn
| Grupa A - Polska - Portugalia - Korea Południowa - Hongkong | Grupa B - Indie - Czechy - Argentyna - Iran | Grupa C - Azerbejdżan - Japonia - Chiny - Ukraina | Grupa D - Chińskie Tajpej - Włochy - Niemcy - Brazylia |

## Turniej kobiet
| Grupa A - Polska - Brazylia - Chińskie Tajpej | Grupa B - Chiny - Niemcy - Argentyna | Grupa C - Indie - Hongkong - Włochy | Grupa D - Kolumbia - Czechy - Japonia |